# Exposició Nacional de Belles Arts
L'Exposició Nacional de Belles Arts era un certamen artístic celebrat a Espanya i principalment a la seva capital Madrid des de la segona meitat del segle xix. Van tenir el seu origen i primera edició el 1856 i es van extingir el 1968. Els certàmens nacionals es van instituir per Reial Decret d'Isabel II publicat a la Gaceta de Madrid el 12 de gener de 1854, esdevenint la mostra oficial més gran d'art espanyol a la qual concorrien artistes vius. En conjunt, a les exposicions es presentaren més de 40.000 obres i es concediren més de 2.300 medalles, per bé que només es concediren 21 medalles d'honor.

## Proposició i origen
Durant el segle xix van sorgir Exposicions de Belles Arts per tot el món occidental. Mostres com el Salon de Paris o el Salon des Refusés facilitaven l'accés a l'art tant al públic entès com a la recentment creada crítica especialitzada. Sorgides probablement per la falta de representació espanyola en aquestes Exposicions Internacionals i les crítiques a les belles arts en aquella època d'anunciada decadència de l'art a Espanya, principalment per la desaparició de l'antic sistema de mecenatge davant la pèrdua de capacitat adquisitiva de l'Església després de la desamortització i els canvis de tendències de l'aristocràcia del moment.
El pintor Josep Galofre Coma en una proposició dirigida al Congrés dels Diputats el 1851, defensava la necessitat d'organitzar exposicions anuals. La proposta, més endavant va ser acceptada pel ministre de Foment, Agustín Esteban Collantes, perquè al preàmbul del Reial Decret de 28 de desembre de 1853 es justificava la creació de les exposicions nacionals de belles arts amb els arguments esgrimits per Galofré i d'altres partidaris d'aquests certàmens: la importància social de l'art, el seu pes en el patriotisme, la seva capacitat didàctica, ser fórmula per al progrés, la deplorable situació en què es trobava a causa dels canvis socioeconòmics, la necessitat i fins a l'obligatorietat de la protecció estatal, però sense negar la seva llibertat, ni impedir l'opció d'obtenir una rendibilitat també econòmica.
L'objectiu era seguir el model estranger a l'organització d'exposicions sufragades per l'Estat. Les Nacionals van sorgir per protegir les arts, premiar les obres i promocionar els artistes, perquè aquests poguessin rebre propostes de compra de particulars i del mateix Estat, i van perviure encara en iniciar-se la segona dècada del segle XX amb criteris i conceptes establerts ja al segle xix i que amb el pas del temps van quedar obsolets.

## Plantejament de les exposicions
Tot i que el decret de creació estipulava que l'esdeveniment fos biennal, només se'n celebraren 47 edicions, i tan sols dues d'elles tingueren lloc fora de Madrid. Hi podia participar qualsevol artista, nacional o estranger, que podia aportar fins a un màxim de tres obres inèdites de qualsevol disciplina de les belles arts, sempre que l'obra que es presentés hagués estat executada a Espanya. Els participants havien d'estar vius en el moment de celebració de l'exposició o haver mort en el període intermedi entre dues exposicions. Cada certamen tenia un jurat que avaluava les obres presentades i concedia diversos premis. El jurat estava format per membres de la Reial Acadèmia de Belles Arts de San Fernando (9 per la secció de pintura, 5per la d'escultura i 5 per la d'arquitectura), que eren escollits per la junta general d'aquest mateix organisme i que podien estar acompanyats (si el govern ho creia necessari) per altres figures, fossin o no membres d'aquesta acadèmia. D'acord amb les valoracions del jurat, el govern concedia diversos premis (que podien declarar-se deserts o bé ampliar-se amb un nombre variable de mencions honorífiques i condecoracions) per cadascuna de les disciplines, distribuïts al seu torn en tres categories diferents: medalla de primera classe (una medalla de tres mil rals), medalla de segona classe (una medalla de mil cinc-cents rals) i medalla de tercera classe (una medalla de sis-cents cinquanta rals). A més, també es concedia una medalla d'honor, de deu mil rals de valor (o el seu equivalent en metàl·lic) a l'artista que el jurat (o els expositors de la mostra, o artistes premiats en edicions anteriors, segons el cas) considerés que havia elaborat una obra especialment destacada en el conjunt de l'exposició. Paral·lelament, des de l'acadèmia s'elaboraven llistes de les obres que considerava d'interès per tal que el govern n'efectués la compra (d'acord amb la taxació que efectuava el mateix jurat), ja que l'estat es reservava el dret d'adquirir les obres premiades. Amb el pas del temps, les medalles van passar a tenir associada una quantitat de diners en metàl·lic, i l'estat tenia reservat el dret de quedar-se amb les obres premiades. En el cas que l'artista premiat renunciés a fer efectiva la venda de l'obra, rebia només la medalla i el reconeixement, però la recompensa dels diners en metàl·lic associats a aquesta.
Així doncs, les exposicions tenien tres seccions: pintura, escultura i arquitectura. A la secció de pintura s'hi podien presentar pintures, dibuixos, aiguades, miniatures, pintures al pastel, esmalts, porcellanes i mosaics en pedres dures o pastes, estampes (ja fossin gravats al burí, aiguaforts o a la manera negra, xilografies o litografies); mentre que a la d'escultura s'hi podien presentar escultures exemptes, baixos relleus, camafeus i gravats en medalles, i a la d'arquitectura es valoraven projectes i restauracions de monuments, així com models de construcció. A les exposicions celebrades entre 1897 i 1908, així com les de 1920 a 1934, s'hi afegí la secció d'arts decoratives, una disciplina que també es feu present a les edicions de 1911, 1913 i 1947.

## Edicions

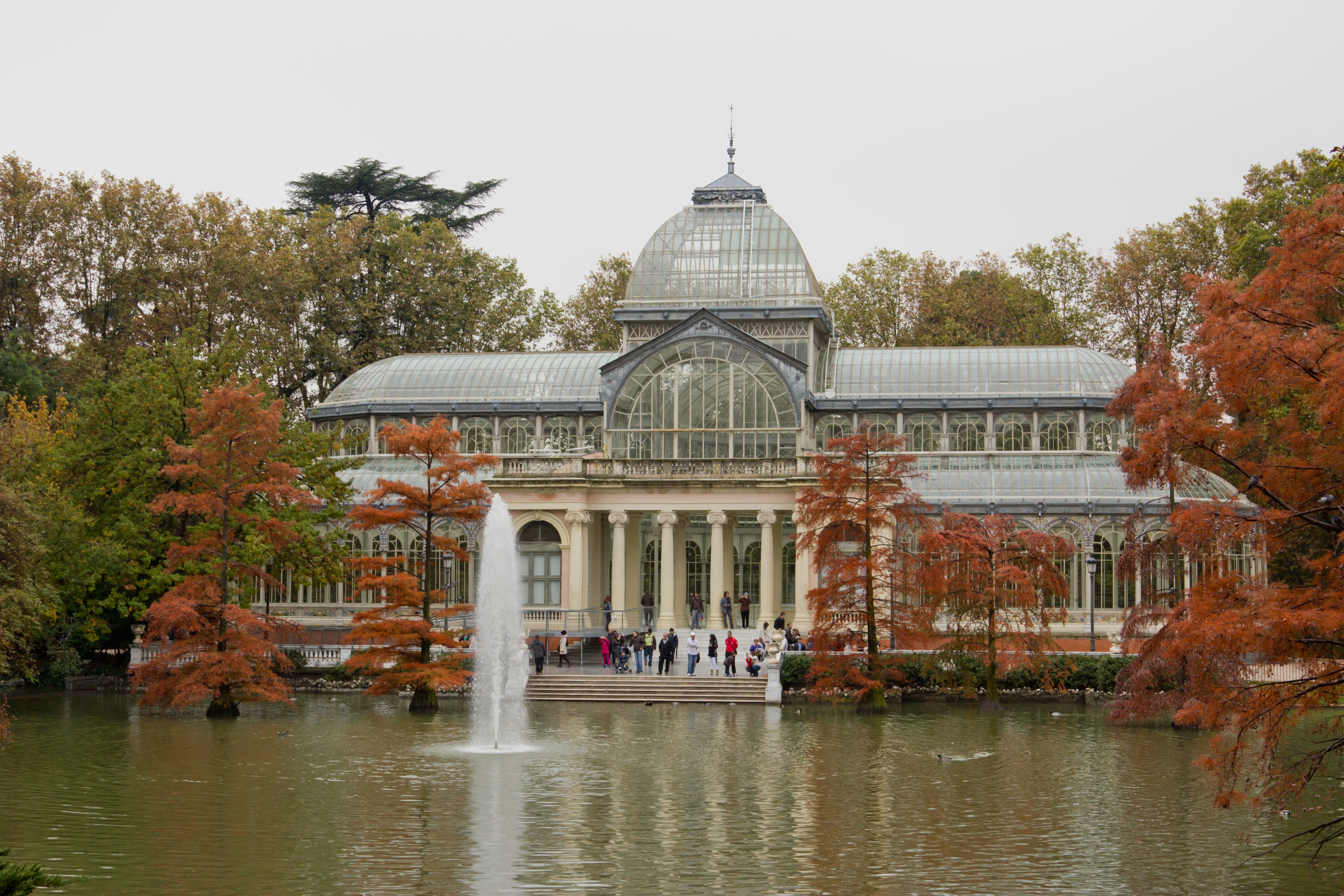
Palacio de Cristal, seu de diverses edicions de les exposicions nacionals de belles arts.

Per bé que el decret de creació de les exposicions data del 28 de desembre de 1853, no es va publicar fins al 13 de maig de 1854, i la primera exposició no es va celebrar fins a l'any 1856. Les primeres edicions del certamen se celebraren cada dos anys (1856, 1858, 1860, 1862 i 1864); mentre que la corresponent a 1866 no es va inaugurar fins al gener de 1867. La setena exposició no es va celebrar fins 1871, i cal esperar fins 1876 per la celebració de la vuitena. La novena exposició es va celebrar al cap de dos anys (1878), iniciant una etapa en que les exposicions nacionals es van celebrar cada tres anys (1881, 1884, 1887 i 1890). L'exposició que havia de celebrar-se el 1893 es va avançar al 1892 per fer-la coincidir amb el quart centenari de l'arribada de Colom a Amèrica, i tot i que la que la succeí se celebrà el 1895, a partir d'aquell moment i fins 1936, el ritme de celebració de les exposicions bascula entre els dos i els tres anys i es manté relativament estable (1897, 1899, 1901, 1904, 1906, 1908, 1910, 1912, 1915, 1917, 1920, 1922, 1924, 1926, 1929 -per tal de coincidir amb l'Exposició Internacional de Barcelona-,1930, 1932, 1934 i 1936).
No es van entregar els premis de l'exposició de 1936, car fou tancada precipitat al cap de pocs dies de la seva inauguració arran de l'esclat de la Guerra Civil espanyola, i les següents exposicions ja se celebraren en plena dictadura franquista, també amb una freqüència que bascula entre els dos i els tres anys fins 1968 (1941, 1943, 1945, 1948, 1950, 1952, 1954, 1957, 1960, 1962, 1964, 1966 i 1968).
Les primeres exposicions es van celebrar a les galeries de l'antic Ministeri de Foment, un antic convent trinitari que avui no es conserva situat a la cantonada entre els carrers Atocha i Relatores de Madrid. A partir de 1887 i fins 1906, les exposicions s'instal·laren al Palacio de las Artes e Industrias, un edifici de nova construcció que des de 1907 és ocupat pel Museu Nacional de Ciències Naturals d'Espanya. L'edició de 1908 es va celebrar a dos palaus dels Jardins del Retiro, el Palacio de Cristal i el Palacio de Filipinas o d'Ultramar, actualment conegut com el Palacio de Velázquez.